# Distretto di Červonohrad
Il distretto di Červonohrad (in ucraino Червоноградський район?, Červonohrads'kyj rajon) è un distretto nell'oblast' di Leopoli in Ucraina. Il suo centro amministrativo è la città di Červonohrad. Ha una popolazione di 226 102 abitanti.
È stato creato nel luglio 2020 nell'ambito della riforma delle divisioni amministrative dell'Ucraina.